# Faltenjura

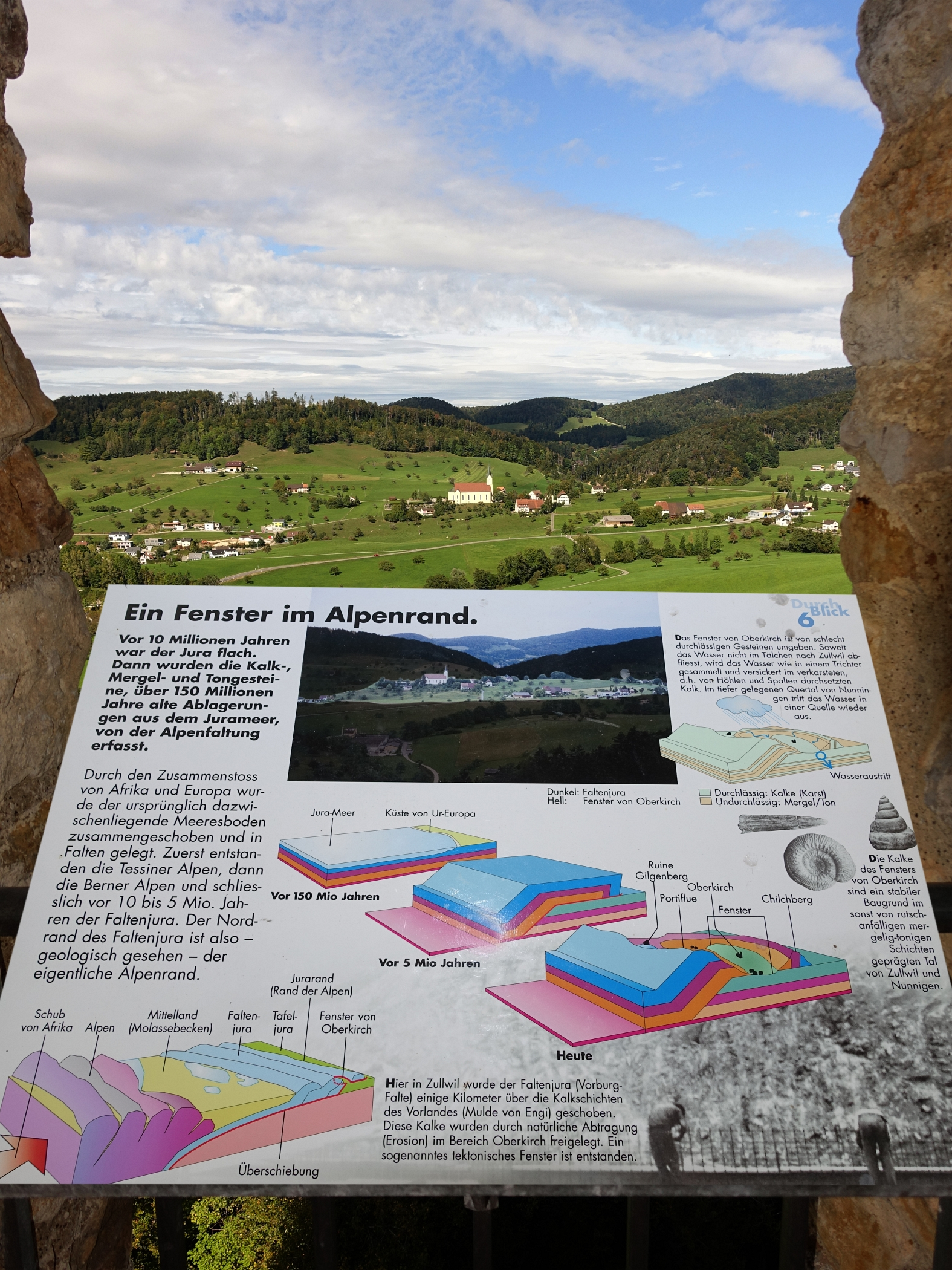
Ruine Gilgenberg, Solothurner Faltenjura

Die Kluse der Sorne (Foto: Leo Wehrli, 1945)

Der Faltenjura oder Kettenjura nimmt den grössten Teil des Juragebirges ein. Es handelt sich um eine Gruppe fein differenzierter Faltenstrukturen, die sich von Südwesten nach Nordosten und Osten erstrecken.
Das Gebirgsareal erstreckt sich unter administrativen Gesichtspunkten über die Nord- und Nordwestschweiz (Kantone Aargau, Solothurn, Basel-Landschaft, Zürich), den Berner Jura, den Neuenburger Jura, den Waadtländer Jura sowie in angrenzenden Gebieten Frankreichs.

## Geomorphologische Gliederung
Der Faltenjura wird in Kettenjura und in Freiberge eingeteilt:
- Der Kettenjura ist durch mehrere, meist parallel verlaufende Ketten gekennzeichnet, die sich untereinander ablösen und Einzellängen zwischen 5 und 30 Kilometer erreichen. Sie entstanden im Verlaufe von Schervorgängen als faltenförmige Verformung von Sedimentpaketen über älteren Anhydrit- und Salz-Gesteinen der Trias (Fernschub). Die Breite des Kettenjura nimmt von Osten nach Westen zu. In der Region des Vallée de Joux liegt mit etwa 30 Kilometern das Maximum, bei Balsthal nur noch 11 Kilometer sowie in der Lägern nur noch 1,5 Kilometer. Der südliche Gebirgsrand ist meist der grösste Höhenabfall und markiert in der Geländemorphologie deshalb eine deutlich erkennbare Linie im Übergang zur flachwelligen Landschaft des Schweizer Mittellands.[1]

An seiner breitesten Stelle, zwischen Yverdon-les-Bains (CH) und Besançon (F), liegen 16 Ketten nebeneinander. Im Kettenjura befinden sich auch die höchsten Gipfel des Jura, der Crêt de la Neige, Le Reculet, La Dôle und Mont Tendre, welche alle eine Höhe von ungefähr 1700 m ü. M. erreichen. Die durchschnittliche Höhe liegt bei etwa 1100 m ü. M., ohne Erosion wäre der Kettenjura heute rund 2350 m hoch.
- Die Freiberge oder Franches-Montagnes (ähnlich dem Plateaujura im benachbarten Frankreich, aber nicht zu verwechseln mit dem Tafeljura) ist die zweite morphologische Form des Faltenjuras. Man findet dort leicht gewellte Hochebenen auf etwa 1000 m ü. M. Es wurde lange darum gestritten, wie diese Landschaftsform entstanden ist. Heute ist man der Ansicht, dass diese Landschaft durch eine intensive Kofferfaltung entstand, in deren Ergebnis es zu einer Unterdrückung der Synklinalen kam, also keine „Täler“ entstehen konnten. Heute weist die Landschaft Hochmoore auf und hat kaum oberirdische Fliessgewässer. Oberflächenwasser sammelt sich in Dolinen und fliesst als Karstgrundwasser unterirdisch ab. Das erzeugt wiederum in tieferen Lagen Karstquellen. Zu den bekannten Erscheinungsformen solcher Quellen zählen die Blanches-Fontaines in den Gorges du Pichoux (siehe auch Hauptstrasse 526) oder die Source de l’Areuse bei Saint-Sulpice (NE).[2]

Während der Auffaltung der Gebirgszüge und durch spätere Verkarstungsvorgänge ist ein Gewässernetz entstanden, das sich einerseits nach den Tälern zwischen den Bergketten richtet und andererseits Querdurchbrüche, so genannte Klusen, geschaffen hat, die heute eine grosse Bedeutung für die Verkehrsgeographie haben.
Über die markante am Südostrand des Jura liegende Bergkette verläuft ein Abschnitt eines internationalen Wanderwegs.

## Lithostratigraphie
Der Faltenjura besteht in seinen oberen Struktureinheiten (ab Bathonium aufwärts) überwiegend aus Karbonatgesteinen (Kalkstein, Dolomit). An deren Aufbau sind oolithische und grobbankige Massenkalke sowie gelbe Mergel und Sandsteine der Kreidezeit beteiligt. Die darunter, ab unterem Dogger liegenden älteren Gesteinseinheiten zwischen Jura-Bajocien und der Trias bilden eine Abfolge von Ton (Opalinuston) und Mergel, Evaporiten der Trias und roten Sandsteinen (Buntsandstein). Vereinzelt sind in der Schichtenfolge Kalksteine (Trochitenkalk) und Dolomite eingeschaltet. Das Grundgebirge wird von Graniten, Gneisen und permokarbonischen Ablagerungen gebildet.